# Cotoneaster tauricus
Cotoneaster tauricus är en rosväxtart som beskrevs av Antonina Ivanovna Pojarkova. Cotoneaster tauricus ingår i släktet oxbär, och familjen rosväxter. Inga underarter finns listade i Catalogue of Life.